# Lillehammer
Lillehammer – norweskie miasto i gmina leżąca w okręgu Innlandet, nad jeziorem Mjøsa.

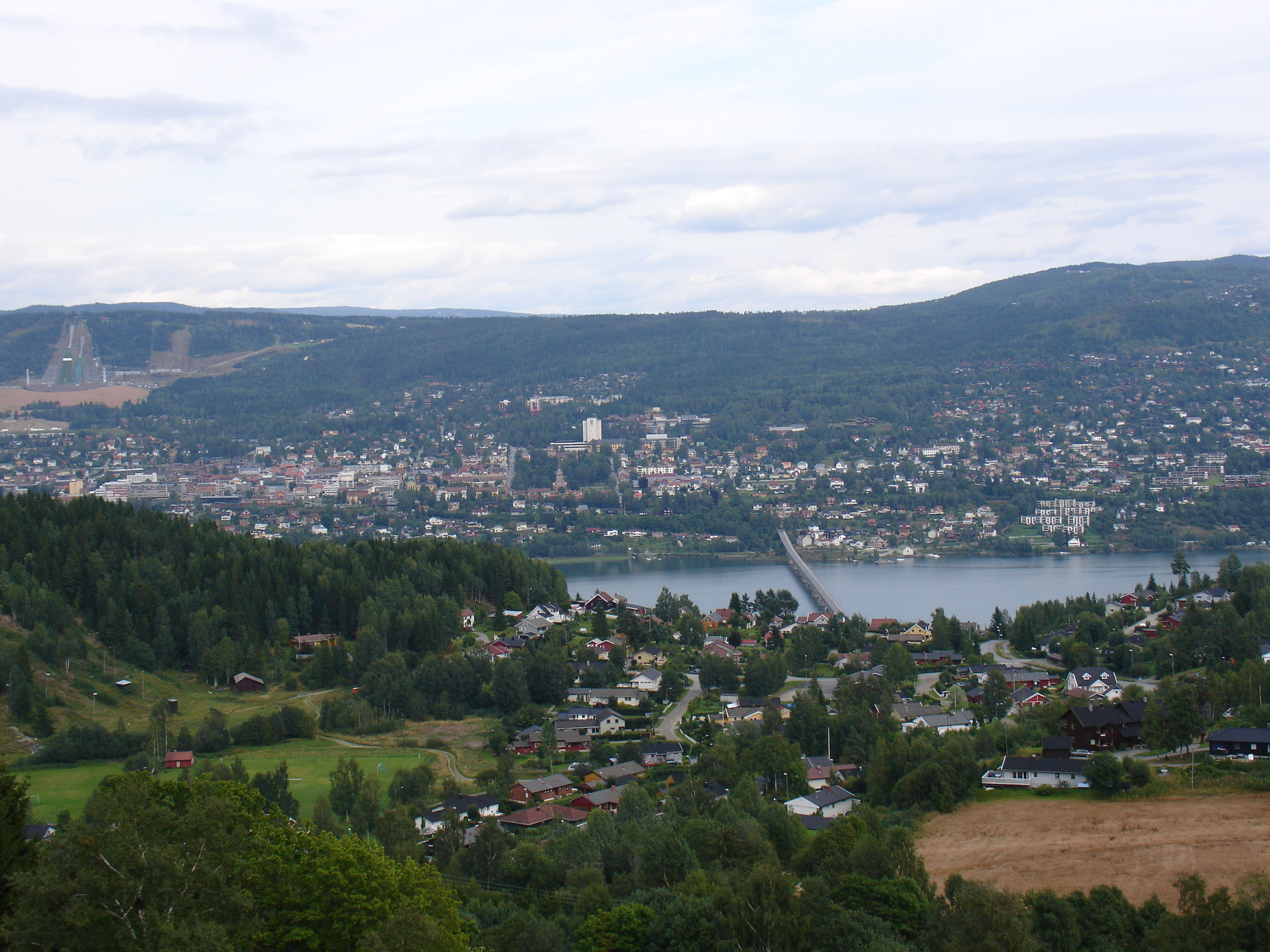
Widok na miasto

Lillehammer jest 211. norweską gminą pod względem powierzchni. Znajdują się tam skocznie narciarskie Lysgårdsbakken. W 1994 roku odbyły się tu XVII Zimowe Igrzyska Olimpijskie.

## Demografia
Według danych z roku 2005 gminę zamieszkuje 25 075 osób. Gęstość zaludnienia wynosi 52,57 os./km². Pod względem zaludnienia Lillehammer zajmuje 33. miejsce wśród norweskich gmin.
| ludność stan na 1 stycznia 2005 |         |           |        |
|                                 | kobiety | mężczyźni | razem  |
| osób                            | 12 088  | 12 987    | 25 075 |
| %                               | 48,21%  | 51,79%    | 100%   |

| wykształcenie stan na 1 października 2004 |        |         |        |        |
|                                           | podst. | średnie | wyższe | niezn. |
| osób                                      | 3269   | 10 506  | 6006   | 471    |
| %                                         | 16,14% | 51,88%  | 29,66% | 2,33%  |

## Edukacja
Według danych z 1 października 2004:
- liczba szkół podstawowych (norw. grunnskolar): 15
- liczba uczniów szkół podst.: 3252

## Władze gminy
Według danych na rok 2011 administratorem gminy (norw. rådmann) jest Annar Skrefsrud, natomiast burmistrzem (norw. ordfører, d. borgermester) jest Synnøve Brenden.

## Sport
- Zimowe Igrzyska Olimpijskie 1994
- Lillehammer IK – klub hokejowy
- Lysgårdsbakken – skocznia narciarska
- Håkons Hall – hala widowiskowo-sportowa

## Transport
- Lillehammer (stacja kolejowa)